# تيدكس أربيل

شعار مؤتمر تيدكس أربيل لعام 2012

تيدكس أربيل (بالإنجليزية: TEDxErbil)‏ هو مؤتمر منظم محليا تابع لسلسلة مؤتمرات تيد العالمية٫ بقام المؤتمر سنويا في مدينة أربيل الواقعة في إقليم كردستان شمال العراق. بدأ أول مؤتمر في أربيل في العام 2012 وتمت إقامته في قاعة مؤتمرات جامعة كردستان بتاريخ 15 ديسمبر.

## الأصول

شعار تيد

تيد (بالإنجليزية: TED) هي اختصار لتكنولوجيا، ترفيه وتصميم (Technology Entertainment and Design) وهي سلسلة من المؤتمرات العالمية التي ترعاها «مؤسسة سابلنج الأمريكية» وهي مؤسسة غير ربحية خاصة شعارها «أفكار تستحق الانتشار».
عام 2009 بدأ تيد منح تراخيص لأطراف ثالثة مستقلة لتنظيم مؤتمرات تيد على الصعيد الدولي  يحظر على هذه مؤتمرات تيدكس (بالإنجليزية: TEDx)‏ التربح من إقامة هذه المؤتمرات، على الرغم من أنه في بعض الأحيان يمكن فرض رسوم ($ 100 كحد أقصى) لتغطية تكاليف تنظيم المؤتمر. التراخيص مجانية، ولكن يتم فحصها من قبل تيد قبل إعطاء الامتياز كونه يخضع لشروط. تيدكس لاتدفع للمتكلمين ويجب أن توافق تيد على إعطاء الحق في تحرير وتوزيع تقديمها بموجب ترخيص التشارك الإبداعي. في نهاية عام 2012، تم عرض أكثر من 16,000 محاضرة في أكثر من 5,000 مؤتمر تيدكس في 1,200 مدينة في 133 دولة. وفي يونيو 2012، جرى تنظيم خمس فعاليات تيدكس في المتوسط يوميا، في واحدة من 133 بلدا.

## فريق العمل
عادة ما ينظم مؤتمرات تيد مجموعة من المتطوعين ينقسمون إلى فرق عمل معينة لتنظيم المؤتمر.وتنقسم فرق العمل إلى التخصصات التالية:
- مجلس الإدارة (بالإنجليزية: Board)‏
- فريق الخدمات اللوجستية (بالإنجليزية: Logistics Team)‏
- فريق تنظيم الرعاة (بالإنجليزية: Sponsoring team)‏
- فريق التسجيل (بالإنجليزية: Registration Team)‏
- فريق تنظيم المتحدثين (بالإنجليزية: Speakers Organizing Team)‏
- فريق الترفيه (بالإنجليزية: Entertainment Team)‏
- فريق التنظيم الإعلامي (بالإنجليزية: Media Team)‏
- فريق التواصل الاجتماعي (بالإنجليزية: Social Media Team)‏
- فريق تنظيم المسرح (بالإنجليزية: Stage Preparation Team)‏
- فريق التصميم (بالإنجليزية: Designing Team)‏
- فريق المصورين (بالإنجليزية: Photographers Team)‏
- فريق تطوير الإنترنت (بالإنجليزية: Web Developing Team)‏